# Nights Are So Long
Nights Are So Long è il primo album di Michael Monroe, uscito nel 1987 per l'etichetta discografica Yahoo! Records.

## Tracce
1. She's No Angel (Ronnie Thomas) 3:48 (Heavy Metal Kids cover) (testi aggiunti da Michael Monroe e Stiv Bators)
2. Million Miles Away (Secick, Cruisin') 3:30 (Stiv Bators cover)
3. Shake Some Action (Jordan, Wilson, Photon) 3:48 (The Flamin' Groovies cover)
4. It's A Lie (Zero) 4:03
5. Highschool (Tyner, Smith, Kramer, Thompson, Davis) 3:06 (MC5 cover)
6. Nights Are So Long (Zero) 3:26
7. Can't Go Home Again (Monroe, Lee) 3:19
8. Too Rich To Be Good (Monroe) 3:26
9. You Can't Put Your Arms Around A Memory (Thunders, Closeau) (Johnny Thunders cover)
10. Keep It Up (Monroe)

## Formazione
- Michael Monroe - voce, sassofono, armonica
- Phil "Wildman" Grande: Chitarra solista, ritmica, acustica
- Klyph Black - basso, chitarra, cori
- Peter Clemente - batteria, percussioni, cori
- Ian Hunter - piano
- T.V. Lee - chitarra ritmica
- Yul Vaz - chitarra addizionale nelle tracce 1, 8
- Rob Sabino - tastiere nella traccia 4
- Tony Mercadente - cori, basso nella traccia 8